# Rafe de Crespigny
Richard Rafe Champion de Crespigny (* 16. März 1936 in Adelaide) ist ein australischer Sinologe. Er ist emeritierter außerordentlicher Professor am Zentrum für China und Korea an der Australian National University in Canberra. Die wichtigsten Verdienste erwarb er sich in der Geschichte, Geografie und Literatur der Han-Dynastie und durch Pionierarbeit in der Herausgabe und Übersetzung der Quellen zur Zeit der Drei Reiche.

## Werdegang
De Crespigny studierte Geschichte an der Universität Cambridge und erwarb 1957 den B.A., 1961 den M.A. An der Australian National University wurde er 1962 B.A. der Sinologie, 1964 M.A. der Orientalistik und 1968 Ph.D. (Doktor) der fernöstlichen Geschichte. Durch Anregungen von Hans Bielenstein, Patrick Fitzgerald, Hsü Cho-yün und Miyazaki Ichisada und durch die Lektüre der Geschichte der Drei Reiche, eines klassischen Romans, gelangte er zu den Drei Reichen Chinas. Seine Dissertation 1964 unter dem Titel The Development of the Chinese Empire in the South; a discussion of the origins of the state of Wu of the Three Kingdoms (deutsch „Die Entwicklung des chinesischen Kaiserreichs im Süden, eine Erörterung der Ursprünge des Staates Wu der Drei Reiche“) legte den Grundstein für seine spätere Arbeit, die sich unter anderem in der Monografie Generals of the South (1990) niederschlug.

## Veröffentlichungen
Neben Werken über zeitgenössische chinesische Geschichte China: The Land and its People (Melbourne 1971); China This Century (Melbourne 1975, Neuauflage Hongkong 1992) ist de Crespignys verdienstvollste Arbeit die im Bereich der Politik der Han-Dynastie. Neben einem Werk Northern Frontier: The Policies and Strategy of the Later Han Empire (Canberra 1984) veröffentlichte er 1996 eine erste (unvollständige) Übersetzung des Geschichtswerks Zizhi Tongjian von Sima Guang: To Establish Peace (Canberra 1996).
Bahnbrechend ist sein Werk Generals of the South, in dem er den Aufstieg der Sun-Familie und die Dreiteilung Chinas im 3. Jahrhundert darlegt. Es bildet auch den Ausgangspunkt einer Erörterung der Südlichen Dynastien des 5. Jahrhunderts und weist auf Ursprünge der unterschiedlichen Entwicklung Nord- und Südchinas hin.
Ein Standardwerk zur Geschichte der Han-Dynastie und der Drei Reiche ist sein umfangreiches Werk A biographical dictionary of Later Han to the Three Kingdoms, das 2007 in der Sektion 4 (China) des Handbuch der Orientalistik erschien.
2010 erschien eine umfassende fachwissenschaftliche Biographie über den Kriegsherren Cao Cao unter dem Titel Imperial Warlord. A Biography of Cao Cao 155–220 AD, 2016 eine Geschichte der späten Han-Zeit (Fire over Luoyang). Beide Werke wurden in Fachbesprechungen sehr positiv beurteilt.

## Mitgliedschaften und Ehrungen
- Congress for Asian and North African Studies
  - Generalsekretär des 28. Kongresses in Canberra 1971
  - Mitglied von beratenden und ausführenden Komitees, 29. Kongress in Paris 1973
  - Ratgeber zum 30. Kongress in Mexiko-Stadt 1975
  - Mitglied des ausführenden Komitees 32. Kongress in Hamburg 1986
- 1971–72 Visiting Fellow der Clare Hall, Cambridge University
- 1972 und 1984 Akademischer Austausch-Besucher des Deutschen Akademischen Austauschdiensts (DAAD), Bundesrepublik Deutschland
- 1978 Visiting Professor, Asian Studies Program, University of Hawaii
- 1978 Guest Professor, College of Chinese Culture, Taiwan
- 1983–97 Ehrenamtlicher Schatzmeister des Australian Committee for the Cambridge Commonwealth Trust
- 1986 Visiting Fellow, Sinologisch Instituut, Universität Leiden, Niederlande
- 1991–2001 Master of University House, ANU

## Auszeichnungen
- 2001: Centenary Medal der australischen Regierung für seine Verdienste um die australische Gesellschaft für Asienkunde
- 2011: Prix Stanislas Julien